# Isthmocoris imperialis
Isthmocoris imperialis är en insektsart som först beskrevs av William Lucas Distant 1882.  Isthmocoris imperialis ingår i släktet Isthmocoris och familjen Geocoridae. Inga underarter finns listade i Catalogue of Life.